# Société radiodiffusion-télévision jordanienne
Pour les articles homonymes, voir JTV.
Société radiodiffusion-télévision jordanienne (en arabe التلفزيون الأردني ; en abrégé JRTV ou JTV) est l'entreprise de radio-télévision nationale du royaume de Jordanie. 
Fondée en 1985 après la fusion de la société de radio jordanienne (Jordan Radio) et de la télévision nationale (Télé-Jordanie), elle est basée à Amman, la capitale du pays.
La JRTV est membre actif de l'union européenne de radio-télévision depuis 1969.

## Histoire
Les premières émissions régulières de la radio transjordanienne (ancien nom du pays) débutent en 1948, l'année même de la fin du mandat britannique et à peine deux ans après la proclamation du royaume hachémite. Télé-Jordanie (JTV) commence à émettre vingt ans plus tard, le 27 avril 1968. D'abord limitée à trois heures de programmes quotidiens diffusés en noir et blanc, elle étend ses horaires de diffusions au cours des années suivantes. En 1969, Télé-Jordanie est admise au sein de l'union européenne de radio-télévision.
En 1972, Télé-Jordanie est l'une des premières de la région à se doter d'un second canal. Celui-ci est essentiellement consacré à la diffusion de programmes en anglais et en français, dont une édition spécifique du journal télévisé dans chacune de ces deux langues. Ghada Haddadin devient l'un des tout premiers présentateurs de cette nouvelle chaîne. Quelques années plus tard, il sera nommé présentateur de l'édition du journal télévisé en langue anglaise.
Les premières expérimentations de la télévision couleur sont lancées en 1974. Quatre ans plus tard, en 1978, la seconde chaîne de la JTV reprend en différé les journaux télévisés de la télévision française. Cette même année, la retransmission en direct du concours eurovision de la chanson est censurée par Télé-Jordanie : durant le passage du groupe Alphabeta, représentant Israël, l'émission est momentanément interrompue au profit d'un écran représentant des fleurs. Plus tard dans la soirée, alors que la victoire du candidat israélien est acquise, la télévision rend l'antenne prématurément avant la fin de la procédure de votes pour diffuser un film américain. Le lendemain, la Belgique qui avait terminée seconde, fut annoncée comme gagnante par les services d'informations de Jordanie. Même cas de figure l'année suivante, avec une seconde victoire israélienne.
En 1985, la radio jordanienne (Jordan Radio) et la télévision nationale (Télé-Jordanie) fusionnent pour constituer la corporation actuelle (Société radiodiffusion-télévision jordanienne).
La création de la troisième chaîne intervient en 1993. Baptisée JRTV Sat, celle-ci est comme son nom l'indique avant tout une chaîne de télévision satellitaire émettant à destination de la diaspora, du monde arabe et des communautés arabophones de par le monde. Vitrine de la Jordanie, elle diffuse une compilation d'émissions en provenance des deux chaînes domestiques. Rebaptisée ultérieurement Al Ordoniyah (La [chaîne] jordanienne), elle diffuse sur plusieurs satellites (Arabsat pour le monde arabe, Hot Bird pour l'Europe et le Maghreb).
En 1998, une quatrième chaîne (troisième chaîne autorisée à émettre sur le réseau hertzien) est lancée brièvement. Partageant son temps d'antenne entre émission parlementaires et émissions sportives, elle subit une profonde restructuration en 2001. Transformée en chaîne pour enfants le matin (Chaîne de dessins animés) et en chaîne de cinéma en fin d'après-midi (Chaîne de cinéma jordanienne), elle cesse ses émissions en 2007.
Le 7 février 1999, en début de matinée, toutes les chaînes de télévision du pays interrompent leurs programmes habituels pour annoncer la mort du roi Hussein après 46 ans de règne. Durant plusieurs jours, les émissions seront limitées pour l'essentiel à des bulletins d'information et à des retransmissions de versets du Coran.

## Activités
La radio-télévision jordanienne opère trois chaînes de télévision et quatre stations de radio diffusant en modulation de fréquence sur l'ensemble du territoire :

### Radio
- Radio al-Urdunniyah
- Radio Amman
- Radio 3 diffuse essentiellement des émissions en langue anglaise.
- Radio 4 diffuse essentiellement des programmes en français.

### Télévision
- JRTV 1
- JRTV 2
- Al Ordoniyah